# لاپ‌لند
لاپ‌لَند یا ساپمی (به فنلاندی: Lappi و به سوئدی: Lappland) نام منطقه و مرز فرهنگی ای در اروپای شمالی می‌باشد که بیشتر آن در مدار قطبی شمال واقع شده‌است. این منطقه، نواحی شمالی نروژ، سوئد و فنلاند را دربر گرفته و تا شبه‌جزیره کولا در روسیه امتداد می‌یابد. لاپ‌لند از سمت غرب، توسط دریای نروژ، از شمال به‌وسیله دریای بارنتز و از شرق توسط دریای سفید، احاطه شده‌است. این منطقه به خاطر اقوام شمال اسکاندیناوی که به «لاپ» معروفند و به‌طور پراکنده برای چند هزار سال در آن ساکن هستند، لاپلند نامیده شده‌است. بسیاری از اقوام لاپ، زندگی یکنواخت و ساکنی دارند و با سایر مردم اسکاندیناوی و فنلاند، پیوند برقرار نموده‌اند. این منطقه، همچنین محل زیست صدها هزار رأس گوزن شمالی است.

## ساکنین لاپ‌لند
حدود ۳٫۵٪ از جمعیت کل فنلاند در لاپلند زندگی می‌کنند. زبان مردم لاپلند، بسیار شبیه به زبان فنلاندی است.